# 사학팔보
사학팔보(蛇鶴八步: Snake And Crane Arts Of Shaolin)는 홍콩에서 제작된 진지화 감독의 1978년 영화이다. 성룡 등이 주연으로 출연하였다.

## 출연

### 주연
- 성룡
- 묘가수
- 묘천